# پل صلوات‌آباد
پل صلوات آباد مربوط به دوره صفوی - دوره قاجار است و در شهرستان بیجار، روستای صلوات‌آباد، بر روی قزل‌اوزن واقع شده و این اثر در تاریخ ۳۰ خرداد ۱۳۵۷ با شمارهٔ ثبت ۱۶۰۷ به‌عنوان یکی از آثار ملی ایران به ثبت رسیده است.

## موقعیت
پل صلوات‌آباد در ۱۵ کیلومتر جادهٔ آسفالتهٔ بیجار-تکاب در روستای صلوات‌آباد بر روی رودخانهٔ قزل‌اوزن احداث شده است. پل صلوات‌آباد در مسیر ارتباطی سلطانیه و زنجان با دیگر شهرهای غرب کشور از جمله بهار در استان همدان، و نیز کرمانشاه و سنندج قرار دارد.

## قدمت
تاریخ دقیق ساخت پل صلوات‌آباد مشخص نیست، اما بنا بر شواهد معماری گمان رفته که این پل با عناصر ویژهٔ دوران صفویه و به ویژه سنگ‌های حجاری‌شده و الگوهای معماری این دوران احداث شده، و در دوره‌های بعدی مرمت شده‌باشد.

## ویژگی‌های معماری
پل صلوات‌آباد دارای قوس‌های تیزه‌دار و سکوهای متعدد است و در ساخت آن اصول پل‌سازی معماری ایران به‌طور کامل رعایت شده است. این پل دارای ۹ چشمه است که اندازهٔ دهانه‌های آن با یکدیگر متفاوت است. طول پل ۱۳۰ متر و ارتفاع آن بسته به موقعیت و توپوگرافی محل، بین ۸/۴ تا ۱۲ متر متفاوت است.

## آسیب‌ها
در سال ۱۳۷۵ خورشیدی بر اثر بروز سیلاب پل دچار تخریب و ویرانی بزرگی شد. در اوایل دههٔ ۱۳۸۰ عملیات مرمت و تعمیر از سوی میراث فرهنگی استان کردستان بر روی پل صلوات‌آباد انجام شد.